# Mindre trädseglare
Mindre trädseglare (Hemiprocne comata) är en av fyra fågelarter i fågel i familjen trädseglare. Den förekommer i Sydostasien från Burma till Indonesien och Filippinerna. Arten minskar i antal men beståndet anses ändå vara livskraftigt.

## Utseende och läten

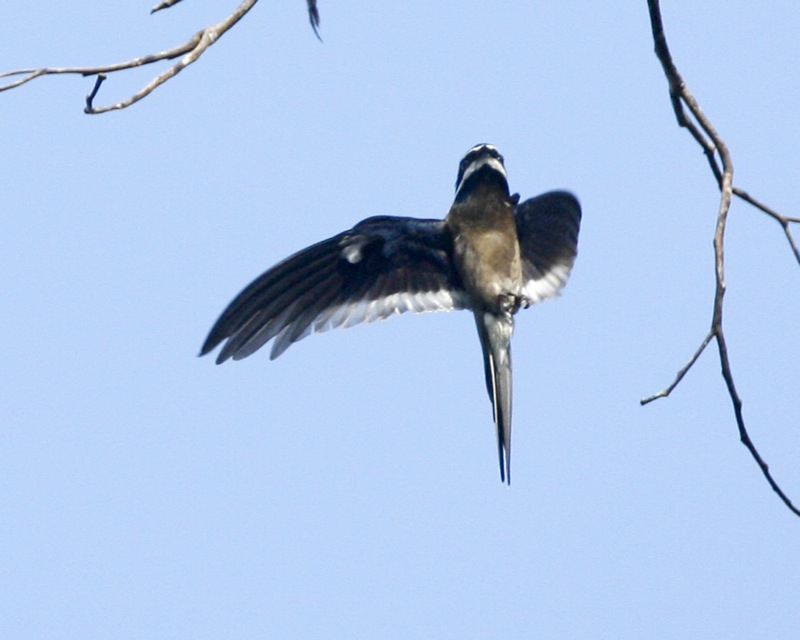
Hona i flykten.

Trädseglare liknar seglare, men är mer långstjärtade och färgglada och könen skiljer sig åt. Mindre trädseglare är som namnet antyder minst i familjen med en kroppslängd på endast 15–16,5 cm. Kroppen är oliv- eller bronsgrön med glansigt mörkblå på hjässa, nacke, övre delen av strupen och vingarna. På huvudet syns ett långt, vitt ögonbrynsstreck som sträcker sig bak i nacken samt ett vitt mustaschstreck från hakan till nacken. Även undergumpen är vit. Till skillnad från sina släktingar har den endast en liten, knappt märkbar tofs. Hanen har rostbruna örontäckarna, hos honan är de svarta. Lätet är ett gällt tjatter.

## Utbredning och systematik
Mindre trädseglare förekommer i Sydostasien. Den delas in i två underarter med följande utbredning:
- Hemiprocne comata comata – södra Myanmar och Thailändska halvön, Sumatra, Borneo och näraliggande öar.
- Hemiprocne comata major – Filippinska öarna och Suluöarna (utom Palawan)

## Levnadssätt
Trädseglare är mindre luftbundna än seglarna och tillbringar istället mycket tid stillasittande på trädgrenar varifrån de gör utfall mot flygande insekter. Av trädseglarna är mindre trädseglare mest trädlevande och flyger endast korta avstånd för att hitta föda. Den påträffas i öppningar i städsegrön skog eller i skogskanter upp till 1200 meters höjd. Boet är en mycket liten boskål som fästs vid en gren nio till 40 meter ovan mark där den lägger ett enda vitt ägg.

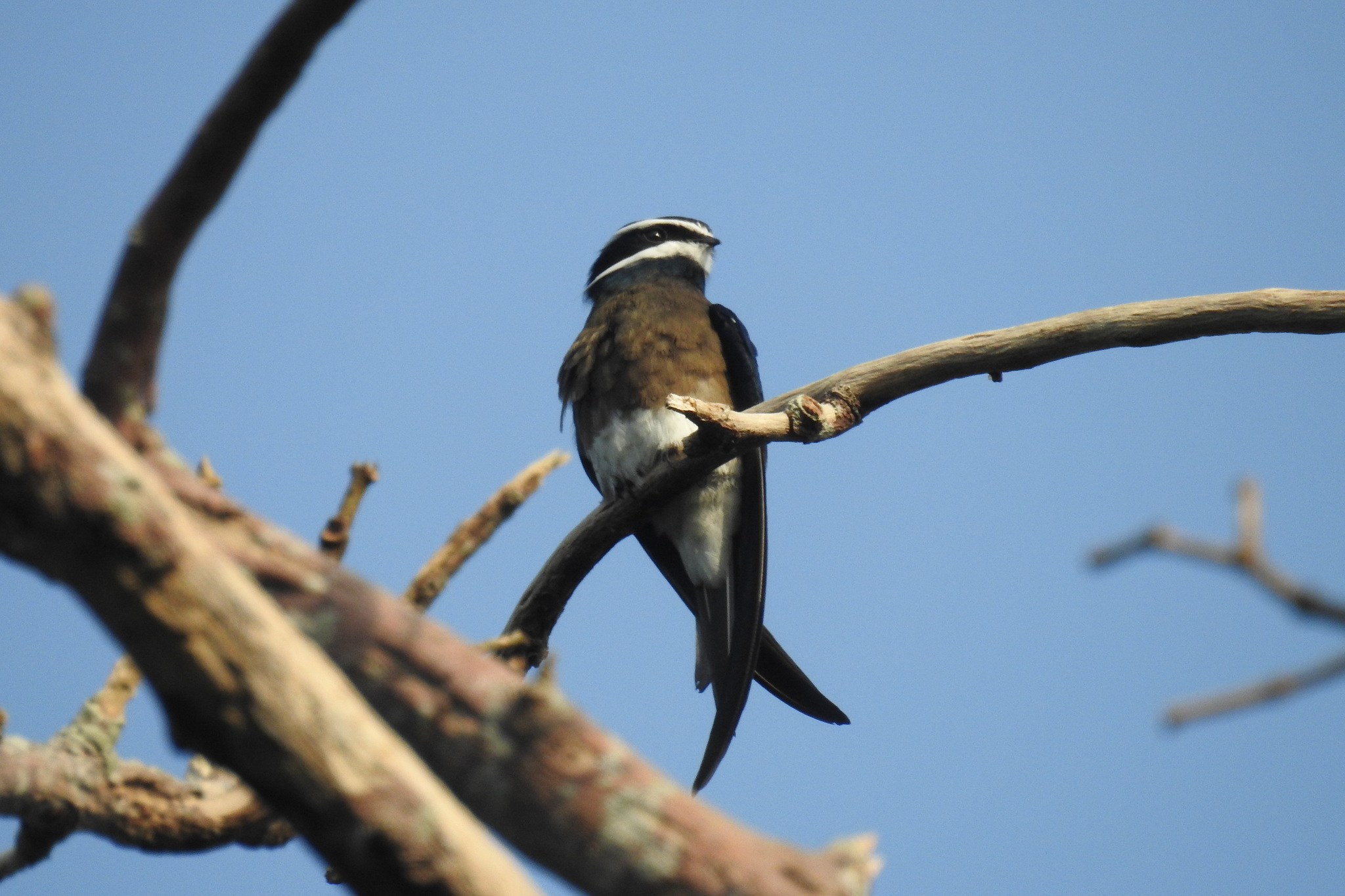

## Status och hot
Arten har ett stort utbredningsområde och en stor population, men tros minska i antal till följd av degradering av dess levnadsmiljö, dock inte tillräckligt kraftigt för att den ska betraktas som hotad. Internationella naturvårdsunionen IUCN kategoriserar därför arten som livskraftig (LC). Världspopulationen har inte uppskattats men den beskrivs som vanlig.

## Taxonomioch namn
Mindre trädseglare beskrevs som art av Temminck 1824. Det vetenskapliga artnamnet comata är latin och betyder "hårig".